# 折江忠道
折江 忠道（おりえ ただみち、1949年（昭和24年）9月1日 - ）は、日本の声楽家（バリトン）、オペラ歌手、音楽教育者。藤原歌劇団総監督、公益財団法人日本オペラ振興会常務理事（2020年（令和2年）6月24日現在）。京都市立芸術大学、昭和音楽大学教授。

## 経歴
東京都新宿区四谷出身。家は中華料理屋で音楽とは無縁の環境だったが、幼少の頃から聖イグナチオ教会に出入りし音楽に興味を抱く。高校で合唱部に入り、男声合唱に熱中した。甘い響きが持ち味であるテノール歌手を目指し、東京藝術大学の声楽科に入学。畑中良輔に師事。当初はドイツ歌曲を専攻していたが、畑中から「フランスの方が向いている」と言われフランス歌曲を専攻する。大学院時代に留学について畑中に相談に行くと、今度は「イタリアがいい」と勧められ、同大学大学院修了後に渡伊し、1979年（昭和54年）からミラノ・ヴェルディ音楽院で学ぶ。1981年（昭和56年）からジャンピエロ・マラスピーナの指導を受け、テノールからバリトンに転向した。
1982年（昭和57年）アレッサンドリア国際コンクール優勝。コンクールの優勝特典によりアレッサンドリア劇場 モーツアルト『ドン・ジョヴァンニ』のタイトル・ロールでオペラデビュー。同年ヴィオッティ国際音楽コンクール第2位。1983年（昭和58年）アレッサンドリア国際コンクールで再度優勝。以来ヨーロッパ各地の歌劇場でプッチーニ『ラ・ボエーム』『蝶々夫人』、ヴェルディ『リゴレット』などの主要な役を務めた。また、ヴェネツィアのフェニーチェ劇場主催でロッシーニ『小荘厳ミサ』、フォーレ『レクイエム』などのコンサート、音楽祭、テレビ、ラジオに多数出演した。1992年（平成4年）にはミラノでRAI（イタリア国営放送）にてオーケストラとコンチェルトで共演。
藤原歌劇団の当時総監督だった五十嵐喜芳から「日本に帰ってこないか」と誘いを受け、何度か断ったが、1997年（平成9年）に帰国を決めた。
日本で本格的なオペラに出演したのは1988年（昭和63年）藤原歌劇団 ヴェルディ『椿姫』ジェルモンが最初である。同役は持ち役の一つとしてたびたび歌っている。他、ヴェルディ『マクベス』タイトル・ロール、『ドン・カルロ』ロドリーゴ、プッチーニ『トスカ』スカルピア男爵、『蝶々夫人』シャープレス、ドニゼッティ『ランメルモールのルチア』エンリーコ、『愛の妙薬』ベルコーレ、『ドン・パスクアーレ』タイトル・ロール、ビゼー『カルメン』エスカミーリョ、ロッシーニ『ランスへの旅』トロンボノク男爵、ヴェルディ『ファルスタッフ』タイトル・ロールなどをレパートリーとし、イタリアオペラを中心に、日本を代表するプリモ・バリトンとして演奏活動をしている。
2015年（平成27年）2月、藤原歌劇団の総監督を務めていた声楽家の岡山廣幸が急逝し、その後を受け2015年4月より藤原歌劇団公演監督、次いで2016年（平成28年）4月に総監督に就任した。2021年（令和3年）現在、総監督の重責を務めつつ、歌手としてもステージに立ち続けている。
コンサートにおいても『第九』やNHKニューイヤーオペラコンサートなど数多く出演している。リサイタルも、2018年（平成30年）5月1日には川崎市新百合21ホールにて「郡愛子と折江忠道の“非"常識コンサート－オペラから歌謡曲まで－」、同年5月5日にはびわ湖ホールでソロリサイタル「歌手たちの競演 折江忠道（バリトン） －歌手生活41年 折江忠道七変化－」、2019年（令和元年）9月23日には高槻現代劇場にて「三井ツヤ子&折江忠道 ノスタルジアの昼下がり－2019－」、を開催するなど、現役の歌手として活動中である。
音楽教育者としても、2015年（平成27年）3月まで7年間京都市立芸術大学教授を務めた（2021年（令和3年）現在は名誉教授）。2015年4月7日には京都府民ホールアルティにて門下生などによる「折江忠道とゆかいな仲間たち」が開催された。出演者は西村明浩、砂場拓也、田中千佳子、下林一也、畑奨、川崎慎一郎、大谷圭介、乗松恵美、渡邉寛智など。現在も昭和音楽大学教授として後進の指導にあたっている。著名な門下生には他に丹呉由利子、村田孝高、やまだちひろ、大井卓也、大石洋史、上江隼人、井本孝弥、坂本晃一、小原裕之、八代孝平、中川智樹、池田真己、砂田麗央、大井卓也、北薗彩佳、土橋美幸などがいる。

## 受賞歴
- 1982年 アレッサンドリア国際コンクール優勝[6][8]
- 1982年 ヴィオッティ国際コンクール2位[6][8]
- 1983年 アレッサンドリア国際コンクール優勝[8]
- 1988年度 第16回ジロー・オペラ賞

## オペラ出演歴（日本）
昭和音楽大学オペラ情報センターの記録による。
- 1988年2月 藤原歌劇団 ヴェルディ『椿姫』ジェルモン[21]
- 1988年3月 藤原歌劇団 ヴェルディ『椿姫』ジェルモン[22]
- 1988年7月 藤原歌劇団 ヴェルディ『マクベス』タイトル・ロール[23]
- 1989年2月 藤原歌劇団 ベッリーニ『清教徒』リッカルド[24]
- 1989年5月 藤原歌劇団 ヴェルディ『ドン・カルロ』ロドリーゴ[25]
- 1990年1月 藤原歌劇団 ヴェルディ『椿姫』ジェルモン[26]
- 1990年1月 - 2月 藤原歌劇団 プッチーニ『トスカ』スカルピア[27]
- 1992年6月 藤原歌劇団 ビゼー『カルメン』エスカミーリョ[28]
- 1993年11月 藤原歌劇団 ドニゼッティ『ランメルモールのルチア』エンリーコ[29]
- 1994年1月 藤原歌劇団 ヴェルディ『椿姫』ジェルモン[30]
- 1995年2月 藤原歌劇団 ドニゼッティ『愛の妙薬』ベルコーレ[31]
- 1997年1月 東京オペラ・プロデュース ドニゼッティ『ビバ！ラ・マンマ 肝っ玉母さん、万歳！（劇場の好不都合）』アガタ[32]
- 1997年8月 藤原歌劇団 ドニゼッティ『愛の妙薬』ベルコーレ[33]
- 1997年9月 藤原歌劇団 ビゼー『カルメン』エスカミーリョ[34]
- 1998年2月 - 3月 藤原歌劇団 ヴェルディ『椿姫』ジェルモン[35]
- 1998年3月 藤原歌劇団 ドニゼッティ『愛の妙薬』ベルコーレ[33]
- 1999年7月 新国立劇場 プッチーニ『蝶々夫人』シャープレス[36]
- 1999年10月 藤原歌劇団 プッチーニ『蝶々夫人』シャープレス[37]
- 1999年12月 新国立劇場 藤原歌劇団 プッチーニ『蝶々夫人』シャープレス[38]
- 2000年3月 藤原歌劇団 ヴェルディ『椿姫』ジェルモン[39]
- 2000年6月 - 7月 昭和音楽大学・昭和音楽大学短期大学部・昭和音楽芸術学院 合同公演 ドニゼッティ『愛の妙薬』ベルコーレ[40]
- 2000年7月 新国立劇場 プッチーニ『蝶々夫人』シャープレス[41]
- 2000年7月 - 8月 藤原歌劇団 ドニゼッティ『愛の妙薬』ベルコーレ[42]
- 2001年2月 藤原歌劇団 ヴェルディ『マクベス』タイトル・ロール[43]
- 2001年7月 新国立劇場 プッチーニ『トスカ』スカルピア[44]
- 2001年8月 藤原歌劇団 ドニゼッティ『愛の妙薬』ベルコーレ[45]
- 2002年7月 新国立劇場 プッチーニ『トスカ』スカルピア[46]
- 2002年9月 藤原歌劇団 ドニゼッティ『愛の妙薬』ベルコーレ[47]
- 2003年7月 新国立劇場 プッチーニ『トスカ』スカルピア[48]
- 2003年8月 藤原歌劇団 プッチーニ『蝶々夫人』シャープレス[49]
- 2004年10月 びわ湖ホール ヴェルディ『十字軍のロンバルディア人』パガーノ[50]
- 2005年10月 びわ湖ホール ヴェルディ『スティッフェリオ』スタンカー[51]
- 2006年5月 藤原歌劇団 プッチーニ『トスカ』スカルピア[52]
- 2006年9月 東成学園（昭和音楽大学） ドニゼッティ『愛の妙薬』ベルコーレ[53]
- 2006年10月 藤原歌劇団 ロッシーニ『ランスへの旅』トロンボノク男爵[54]
- 2007年1月 藤原歌劇団 プッチーニ『ラ・ボエーム』ベノア[55]
- 2007年4月 昭和音楽大学 ドニゼッティ『愛の妙薬』ベルコーレ[56]
- 2007年11月 昭和音楽大学 ドニゼッティ『ピーア・デ・トロメイ』（日本初演）ネッロ[57]
- 2008年5月 いずみホール ロッシーニ『ランスへの旅』トロンボノク男爵[58]
- 2008年7月 新国立劇場 ヴェルディ『椿姫』ジェルモン[59]
- 2008年9月 愛知県文化振興事業団 ヴェルディ『ファルスタッフ』タイトル・ロール[60]
- 2008年11月 藤原歌劇団 プッチーニ『ラ・ボエーム』ベノア[61]
- 2009年10月 新国立劇場 アルカイックホール プッチーニ『蝶々夫人』シャープレス[62]
- 2010年2月 藤原歌劇団 プーランク『カルメル会修道女の対話』ド・ラ・フォルス公爵[63]
- 2010年4月 いずみホール ロッシーニ『ランスへの旅』トロンボノク男爵[64]
- 2010年10月 新国立劇場 アルカイックホール プッチーニ『蝶々夫人』シャープレス[65]
- 2011年7月 新国立劇場 プッチーニ『蝶々夫人』シャープレス[66]
- 2011年10月 昭和音楽大学 ヴェルディ『ファルスタッフ』タイトル・ロール[67]
- 2013年6月 新国立劇場 香月修『夜叉ヶ池』鉱蔵[68]
- 2014年11月 藤原歌劇団 プッチーニ『ラ・ボエーム』ベノア[69]
- 2015年1月 藤原歌劇団 ヴェルディ『ファルスタッフ』タイトル・ロール[70]
- 2016年1月 藤原歌劇団 プッチーニ『トスカ』スカルピア[71]
- 2016年7月 日生劇場×びわ湖ホール×藤原歌劇団×日本センチュリー交響楽団 共同制作 ドニゼッティ『ドン・パスクワーレ』タイトル・ロール[72]
- 207年11月 ジャン・カルロ・メノッティ『助けて、助けて、宇宙人がやってきた! 』校長先生[73]
- 2019年1月 藤原歌劇団 ヴェルディ『椿姫』ジェルモン[74]
- 2019年9月 藤原歌劇団 ロッシーニ『ランスへの旅』トロンボノク男爵[75]

## 楽界活動
- 2015年 藤原歌劇団公演監督
- 2016年 藤原歌劇団総監督（2020年6月24日現在）
- 日本オペラ振興会オペラ歌手育成部部長[4]
- 2020年度DOMISO国際声楽コンクール「第4回ヴィットーリオ・テッラノーヴァ国際声楽コンコルソ」審査員（開催中止）[76]
- 藤原歌劇団団員

## 掲載記事
2018年9月3日 - 9月7日 日本経済新聞『こころの玉手箱』において「藤原歌劇団総監督 折江忠道」が5回にわたり掲載された。

## 放送
NHKクロニクルによる。
- 1990年3月11日 NHKアナログ教育テレビ 芸術劇場 歌劇『トスカ』プッチーニ作曲 藤原歌劇団公演
- 1991年1月3日 NHKアナログ教育テレビ NHKニューイヤーオペラコンサート
- 1991年1月6日 NHKアナログ衛星第2テレビ NHKニューイヤーオペラコンサート（再放送）
- 2015年3月23日 NHK-BSプレミアム プレミアムシアター 藤原歌劇団公演 歌劇『ボエーム』
- 2017年1月3日 NHK-FM、デジタル教育テレビ 第60回NHKニューイヤーオペラコンサート
- 2017年1月14日 NHKデジタル教育テレビ 第60回NHKニューイヤーオペラコンサート（再放送）

## 参照
1. ↑  “JOF 公益財団法人日本オペラ振興会”. JOF 公益財団法人日本オペラ振興会. 2021年2月21日閲覧。
2. 1 2 3  “折江 忠道”.   昭和音楽大学. 2021年2月22日閲覧。
3. 1 2 3  “藤原歌劇団総監督 折江忠道（2）”. 日本経済新聞 (2018年9月4日). 2021年2月21日閲覧。
4. 1 2  “折江 忠道さん | オペラ団体「藤原歌劇団」の総監督に就任した | 麻生区”. タウンニュース (2016年6月3日). 2021年2月22日閲覧。
5. 1 2 3 4  “藤原歌劇団総監督 折江忠道(3)”. 日本経済新聞 (2018年9月5日). 2021年2月21日閲覧。
6. 1 2 3 4 5 6  “藤原歌劇団総監督 折江忠道(4)”. 日本経済新聞 (2018年9月6日). 2021年2月21日閲覧。
7. ↑  “オンデマンド講座『オペラびとの時間』第6回〜折江忠道（バリトン／藤原歌劇団総監督）”. shop.deliveru.jp. 2021年2月22日閲覧。
8. 1 2 3 4 5 6 7  “藤原歌劇団総監督 折江忠道(1)”. 日本経済新聞 (2018年9月3日). 2021年2月21日閲覧。
9. 1 2 3  “三井ツヤ子&折江忠道 ノスタルジアの昼下がりスペシャル”. 京都市立芸術大学. 2021年2月22日閲覧。
10. ↑  “【特集】川崎・しんゆり芸術祭 アルテリッカしんゆり2018〈5/1〉郡愛子と折江忠道の“非"常識コンサート〜オペラから歌謡曲まで〜/メディ・あさお”. www.madonews.co.jp. 2021年2月22日閲覧。
11. ↑  “歌手たちの競演 折江忠道（バリトン） 〜歌手生活41年 折江忠道七変化〜”. 近江の春「びわ湖クラシック音楽祭2018」公式サイト｜滋賀県立芸術劇場びわ湖ホール. 2021年2月22日閲覧。
12. ↑  “三井ツヤ子&折江忠道 ノスタルジアの昼下がり〜2019〜”. 京都市立芸術大学. 2021年2月22日閲覧。
13. 1 2 3  “『折江忠道とゆかいな仲間たち』”. マリンバ奏者 可児麗子の活動記録. 2021年2月22日閲覧。
14. ↑  “フィガロの結婚”. ooa.or.jp.   沖縄オペラアカデミー. 2021年2月21日閲覧。
15. ↑  “桂由美ブライダルショー”.   若狭市. 2021年2月22日閲覧。
16. ↑  “やまだ ちひろ ソプラノのやまだ ちひろです 。関西を中心に歌っております。 | Sonoligo”. Sonoligo | ソノリゴ. 2021年2月22日閲覧。
17. ↑  “SUMMER CONCERT”.   Good Job!センター香芝. 2021年2月23日閲覧。
18. ↑  “「畦地梅太郎・わたしの山男」展関連イベント 山の歌声 ｜ イベント ｜ 町田市立国際版画美術館”. hanga-museum.jp. 2021年2月22日閲覧。
19. ↑  “上江隼人（かみえはやと） - 五島記念文化賞 | 公益財団法人 東急財団 - つながり、はぐくむ 続く未来と真の豊かさ。”. foundation.tokyu.co.jp. 2021年2月22日閲覧。
20. ↑  “検索結果 - 折江忠道 | 昭和音楽大学オペラ研究所 オペラ情報センター”. opera.tosei-showa-music.ac.jp. 2021年2月21日閲覧。
21. ↑  ジュゼッペ・ヴェルディ, アレクサンドル・デュマ・フィス. “《椿姫》” (Italian). opera.tosei-showa-music.ac.jp. 2021年2月21日閲覧。
22. ↑  ジュゼッペ・ヴェルディ, アレクサンドル・デュマ・フィス. “《椿姫》” (Italian). opera.tosei-showa-music.ac.jp. 2021年2月22日閲覧。
23. ↑  ジュゼッペ・ヴェルディ, ウィリアム・シェイクスピア. “《マクベス》” (Italian). opera.tosei-showa-music.ac.jp. 2021年2月21日閲覧。
24. ↑  ヴィンチェンツォ・ベッリーニ, J.-A. F.-P. ・アンスロ. “《清教徒》” (Italian). opera.tosei-showa-music.ac.jp. 2021年2月21日閲覧。
25. ↑  ジュゼッペ・ヴェルディ, フリードリヒ・フォン・シラー. “《ドン・カルロ》” (Italian). opera.tosei-showa-music.ac.jp. 2021年2月21日閲覧。
26. ↑  ジュゼッペ・ヴェルディ, アレクサンドル・デュマ・フィス. “《椿姫》” (Italian). opera.tosei-showa-music.ac.jp. 2021年2月21日閲覧。
27. ↑  ジャコモ・プッチーニ, ジュゼッペ・ジャコーザ. “《トスカ》” (Italian). opera.tosei-showa-music.ac.jp. 2021年2月21日閲覧。
28. ↑  ジョルジュ・ビゼー, プロスペル・メリメ. “《カルメン》” (French). opera.tosei-showa-music.ac.jp. 2021年2月21日閲覧。
29. ↑  ガエターノ・ドニゼッティ, ウォルター・スコット. “《ルチア》” (Italian). opera.tosei-showa-music.ac.jp. 2021年2月21日閲覧。
30. ↑  ジュゼッペ・ヴェルディ, アレクサンドル・デュマ・フィス. “《椿姫》” (Italian). opera.tosei-showa-music.ac.jp. 2021年2月21日閲覧。
31. ↑  ガエターノ・ドニゼッティ, ウジェーヌ・スクリーブ. “《愛の妙薬》” (Italian). opera.tosei-showa-music.ac.jp. 2021年2月21日閲覧。
32. ↑  ガエターノ・ドニゼッティ, アントーニオ・シメオーネ・ソグラーフィ. “《ビバ！ラ・マンマ 肝っ玉母さん、万歳！》” (Italian). opera.tosei-showa-music.ac.jp. 2021年2月22日閲覧。
33. 1 2  ガエターノ・ドニゼッティ, ウジェーヌ・スクリーブ. “《愛の妙薬》” (Italian). opera.tosei-showa-music.ac.jp. 2021年2月21日閲覧。
34. ↑  ジョルジュ・ビゼー, プロスペル・メリメ. “《カルメン》” (French). opera.tosei-showa-music.ac.jp. 2021年2月21日閲覧。
35. ↑  ジュゼッペ・ヴェルディ, アレクサンドル・デュマ・フィス. “《椿姫》” (Italian). opera.tosei-showa-music.ac.jp. 2021年2月21日閲覧。
36. ↑  ジャコモ・プッチーニ, ルイージ・イッリカ. “《蝶々夫人》” (Italian). opera.tosei-showa-music.ac.jp. 2021年2月22日閲覧。
37. ↑  ジャコモ・プッチーニ, ルイージ・イッリカ. “《蝶々夫人》” (Italian). opera.tosei-showa-music.ac.jp. 2021年2月22日閲覧。
38. ↑  ジャコモ・プッチーニ, ルイージ・イッリカ. “《蝶々夫人》” (Italian). opera.tosei-showa-music.ac.jp. 2021年2月21日閲覧。
39. ↑  ジュゼッペ・ヴェルディ, アレクサンドル・デュマ・フィス. “《椿姫》” (Italian). opera.tosei-showa-music.ac.jp. 2021年2月21日閲覧。
40. ↑  ガエターノ・ドニゼッティ, ウジェーヌ・スクリーブ. “《愛の妙薬》” (Italian). opera.tosei-showa-music.ac.jp. 2021年2月21日閲覧。
41. ↑  ジャコモ・プッチーニ, ルイージ・イッリカ. “《蝶々夫人》” (Italian). opera.tosei-showa-music.ac.jp. 2021年2月22日閲覧。
42. ↑  ガエターノ・ドニゼッティ, ウジェーヌ・スクリーブ. “《愛の妙薬》” (Italian). opera.tosei-showa-music.ac.jp. 2021年2月21日閲覧。
43. ↑  ジュゼッペ・ヴェルディ, ウィリアム・シェイクスピア. “《マクベス》” (Italian). opera.tosei-showa-music.ac.jp. 2021年2月21日閲覧。
44. ↑  ジャコモ・プッチーニ, ジュゼッペ・ジャコーザ. “《トスカ》” (Italian). opera.tosei-showa-music.ac.jp. 2021年2月21日閲覧。
45. ↑  ガエターノ・ドニゼッティ, ウジェーヌ・スクリーブ. “《愛の妙薬》” (Italian). opera.tosei-showa-music.ac.jp. 2021年2月21日閲覧。
46. ↑  ジャコモ・プッチーニ, ジュゼッペ・ジャコーザ. “《トスカ》” (Italian). opera.tosei-showa-music.ac.jp. 2021年2月21日閲覧。
47. ↑  ガエターノ・ドニゼッティ, ウジェーヌ・スクリーブ. “《愛の妙薬》” (Italian). opera.tosei-showa-music.ac.jp. 2021年2月21日閲覧。
48. ↑  ジャコモ・プッチーニ, ジュゼッペ・ジャコーザ. “《トスカ》” (Italian). opera.tosei-showa-music.ac.jp. 2021年2月21日閲覧。
49. ↑  ジャコモ・プッチーニ, ルイージ・イッリカ. “《蝶々夫人》” (Italian). opera.tosei-showa-music.ac.jp. 2021年2月21日閲覧。
50. ↑  ジュゼッペ・ヴェルディ, トンマーゾ・グロッシ. “《十字軍のロンバルディア人》” (Italian). opera.tosei-showa-music.ac.jp. 2021年2月22日閲覧。
51. ↑  ジュゼッペ・ヴェルディ, エミル・スヴェストル. “《スティッフェリオ》” (Italian). opera.tosei-showa-music.ac.jp. 2021年2月21日閲覧。
52. ↑  ジャコモ・プッチーニ, ジュゼッペ・ジャコーザ. “《トスカ》” (Italian). opera.tosei-showa-music.ac.jp. 2021年2月21日閲覧。
53. ↑  ガエターノ・ドニゼッティ, ウジェーヌ・スクリーブ. “《愛の妙薬》” (Italian). opera.tosei-showa-music.ac.jp. 2021年2月21日閲覧。
54. ↑  ジョアキーノ・ロッシーニ, ルイージ・バロッキ. “《ランスへの旅》” (Italian). opera.tosei-showa-music.ac.jp. 2021年2月21日閲覧。
55. ↑  ジャコモ・プッチーニ, アンリ・ミュルジェール. “《ラ・ボエーム》” (Italian). opera.tosei-showa-music.ac.jp. 2021年2月21日閲覧。
56. ↑  ガエターノ・ドニゼッティ, ウジェーヌ・スクリーブ. “《愛の妙薬》” (Italian). opera.tosei-showa-music.ac.jp. 2021年2月22日閲覧。
57. ↑  ガエターノ・ドニゼッティ, ダンテ・アリギエーリ. “《ピーア・デ・トロメイ》” (Italian). opera.tosei-showa-music.ac.jp. 2021年2月21日閲覧。
58. ↑  ジョアキーノ・ロッシーニ, ルイージ・バロッキ. “《ランスへの旅》” (Italian). opera.tosei-showa-music.ac.jp. 2021年2月22日閲覧。
59. ↑  ジュゼッペ・ヴェルディ, アレクサンドル・デュマ・フィス. “《椿姫》” (Italian). opera.tosei-showa-music.ac.jp. 2021年2月22日閲覧。
60. ↑  ジュゼッペ・ヴェルディ, ウィリアム・シェイクスピア. “《ファルスタッフ》” (Italian). opera.tosei-showa-music.ac.jp. 2021年2月22日閲覧。
61. ↑  ジャコモ・プッチーニ, アンリ・ミュルジェール. “《ラ・ボエーム》” (Italian). opera.tosei-showa-music.ac.jp. 2021年2月21日閲覧。
62. ↑  ジャコモ・プッチーニ, ルイージ・イッリカ. “《蝶々夫人》” (Italian). opera.tosei-showa-music.ac.jp. 2021年2月22日閲覧。
63. ↑  フランシス・プーランク, ジョルジュ・ベルナノス. “《カルメル会修道女の対話》” (French). opera.tosei-showa-music.ac.jp. 2021年2月21日閲覧。
64. ↑  ジョアキーノ・ロッシーニ, ルイージ・バロッキ. “《ランスへの旅》” (Italian). opera.tosei-showa-music.ac.jp. 2021年2月22日閲覧。
65. ↑  ジャコモ・プッチーニ, ルイージ・イッリカ. “《蝶々夫人》” (Italian). opera.tosei-showa-music.ac.jp. 2021年2月22日閲覧。
66. ↑  ジャコモ・プッチーニ, ルイージ・イッリカ. “《蝶々夫人》” (Italian). opera.tosei-showa-music.ac.jp. 2021年2月21日閲覧。
67. ↑  ジュゼッペ・ヴェルディ, ウィリアム・シェイクスピア. “《ファルスタッフ》” (Italian). opera.tosei-showa-music.ac.jp. 2021年2月21日閲覧。
68. ↑  香月修, 泉鏡花. “《夜叉ヶ池》” (Japanese). opera.tosei-showa-music.ac.jp. 2021年2月21日閲覧。
69. ↑  ジャコモ・プッチーニ, アンリ・ミュルジェール. “《ラ・ボエーム》” (Italian). opera.tosei-showa-music.ac.jp. 2021年2月22日閲覧。
70. ↑  ジュゼッペ・ヴェルディ, ウィリアム・シェイクスピア. “《ファルスタッフ》” (Italian). opera.tosei-showa-music.ac.jp. 2021年2月22日閲覧。
71. ↑  ジャコモ・プッチーニ, ジュゼッペ・ジャコーザ. “《トスカ》” (Italian). opera.tosei-showa-music.ac.jp. 2021年2月21日閲覧。
72. ↑  ガエターノ・ドニゼッティ, アンジェロ・アネッリ. “《ドン・パスクワーレ》” (Italian). opera.tosei-showa-music.ac.jp. 2021年2月21日閲覧。
73. 1 2  “藤原歌劇団総監督 折江忠道（5）”. 日本経済新聞 (2018年9月7日). 2021年2月22日閲覧。
74. ↑  ジュゼッペ・ヴェルディ, アレクサンドル・デュマ・フィス. “《ラ・トラヴィアータ》” (Italian). opera.tosei-showa-music.ac.jp. 2021年2月21日閲覧。
75. ↑  ジョアキーノ・ロッシーニ, ルイージ・バロッキ. “《ランスへの旅》” (Italian). opera.tosei-showa-music.ac.jp. 2021年2月21日閲覧。
76. ↑  “審査委員会 ｜ ヴィットーリオ・テッラノーヴァ国際声楽コンコルソ”. jmusic-npo.com. 2021年2月22日閲覧。
77. ↑  “折江 忠道”.   NHKクロニクル. 2020年2月23日閲覧。